# Język saparua
Język saparua – język austronezyjski używany w prowincji Moluki w Indonezji, na wyspach Saparua i Seram. W 1989 roku miał nieco ponad 10 tys. użytkowników.
W latach 80. XX w. pozostawał jeszcze w użyciu. Odnotowano, że obszar jego użytkowania koncentruje się na muzułmańskich wsiach: Iha, Kulur i Siri-Sori Islam. Na wyspie Seram jest używany w miejscowościach: Iha, Kulur, Latu, Hualoy i Tumalehu. Mieszkańcy pozostałych (chrześcijańskich) wsi na wyspie Saparua posługują się malajskim ambońskim. We wsiach Haria i Paperu również zanikł.
Wyróżnia się dialekt iha-kulur (iha), a także dialekt latu, który daje się też klasyfikować jako odrębny język. Ethnologue podaje, że występują cztery dialekty: kulur, iha-saparua, iha-seram, siri-sori; z zaznaczeniem, że każda wieś ma swoją własną odmianę języka. Ethnologue i Glottolog wyróżniają oddzielny język latu.
Nowsze dane sugerują, że znajduje się na skraju wymarcia. Zapewne ma dużo mniej użytkowników, ale zaktualizowane szacunki nie są dostępne. Jest wypierany przez lokalny malajski.
Nie wykształcił piśmiennictwa.